# Marnes (Deux-Sèvres)
Marnes és un municipi francès situat al departament de Deux-Sèvres i a la regió de la Nova Aquitània. L'any 2007 tenia 225 habitants.

## Demografia

### Població
El 2007 la població de fet de Marnes era de 225 persones. Hi havia 111 famílies de les quals 35 eren unipersonals (8 homes vivint sols i 27 dones vivint soles), 46 parelles sense fills, 15 parelles amb fills i 15 famílies monoparentals amb fills.
La població ha evolucionat segons el següent gràfic:
Habitants censats

### Habitatges
El 2007 hi havia 166 habitatges, 115 eren l'habitatge principal de la família, 34 eren segones residències i 18 estaven desocupats. 164 eren cases i 1 era un apartament. Dels 115 habitatges principals, 102 estaven ocupats pels seus propietaris, 8 estaven llogats i ocupats pels llogaters i 5 estaven cedits a títol gratuït; 3 tenien una cambra, 11 en tenien dues, 20 en tenien tres, 32 en tenien quatre i 49 en tenien cinc o més. 97 habitatges disposaven pel capbaix d'una plaça de pàrquing. A 59 habitatges hi havia un automòbil i a 43 n'hi havia dos o més.

### Piràmide de població
La piràmide de població per edats i sexe el 2009 era:
| Homes | Edats   | Dones |
| ----- | ------- | ----- |
| 0     | 95 o +  | 0     |
| 0     | 90 a 94 | 0     |
| 4     | 85 a 89 | 4     |
| 8     | 80 a 84 | 4     |
| 0     | 75 a 79 | 20    |
| 16    | 70 a 74 | 12    |
| 16    | 65 a 69 | 12    |
| 4     | 60 a 64 | 8     |
| 4     | 55 a 59 | 8     |
| 4     | 50 a 54 | 0     |
| 4     | 45 a 49 | 4     |
| 24    | 40 a 44 | 12    |
| 8     | 35 a 39 | 4     |
| 4     | 30 a 34 | 4     |
| 4     | 25 a 29 | 12    |
| 0     | 20 a 24 | 0     |
| 8     | 15 a 19 | 12    |
| 0     | 10 a 14 | 20    |
| 0     | 5 a 9   | 0     |
| 4     | 0 a 4   | 8     |

## Economia
El 2007 la població en edat de treballar era de 122 persones, 86 eren actives i 36 eren inactives. De les 86 persones actives 71 estaven ocupades (44 homes i 27 dones) i 15 estaven aturades (8 homes i 7 dones). De les 36 persones inactives 18 estaven jubilades, 7 estaven estudiant i 11 estaven classificades com a «altres inactius».

### Ingressos
El 2009 a Marnes hi havia 118 unitats fiscals que integraven 236 persones, la mediana anual d'ingressos fiscals per persona era de 17.161 €.

### Activitats econòmiques
Dels 2 establiments que hi havia el 2007, 1 era d'una empresa immobiliària i 1 d'una entitat de l'administració pública.
L'únic servei als particulars que hi havia el 2009 era una agència immobiliària.
L'any 2000 a Marnes hi havia 18 explotacions agrícoles que ocupaven un total de 624 hectàrees.

## Poblacions més properes
El següent diagrama mostra les poblacions més properes.